# 眉鹟属
眉鹟属（学名：Ficedularia）为嗜眼科的一个属。

## 下属物种
本属包括以下物种：
- 北京眉鹟吸虫 Ficedularia beijingensis Hsu,1979